# Kharkiv KhAI-1
Le Kharkiv KhAI-1 (en ukrainien : « ХАІ-1 ») était un avion de ligne soviétique, conçu en Ukraine au début des années 1930. Il avait pour particularité inhabituelle d'avoir été conçu par des étudiants — qui construisirent également son premier prototype —, de l'Institut d'aviation de Kharkov (KhAI, XAI en ukrainien).
D'une conception très lisse et épurée, le KhAI-1 fut le premier avion de transport de passagers du continent européen à disposer d'un train d'atterrissage rétractable. Il disposait également d'une vitesse maximale supérieure à celle des chasseurs en service à la même période. Quelque 40 KhAI-1 furent utilisés par la compagnie aérienne nationale Aeroflot, mais bien qu'une version militaire dédiée KhAI-1VV ait été développée et qu'un prototype en ait été testé en vol, cette dernière n'entra jamais en production.

## Conception et développement
Le projet était l'idée originale de Iosif Grigorevich Nyeman (aussi écrit « Neman »), alors chef des constructions aéronautiques au nouvellement formé Institut d'aviation de Kharkov (Kharkiv pouvant aussi être écrit Kharkov). Décidant de donner à ses étudiants une expérience pratique concrète, il les sépara en deux équipes, chacune étant alors assignée à la conception d'un avion de ligne faisant usage de matériaux économiques et faciles à obtenir. Une des deux équipes, menée par L. D. Arson, devait travailler sur un concept incorporant des techniques et des caractéristiques modernes désigné KhAI-1, tandis que l'autre équipe, menée par A. Eremenko, devait travailler sur un concept plus conservateur désigné KhAI-2. Le défi fut présenté en mai 1931, et le calendrier inclus spécifiait que le meilleur concept devait être achevé et prêt à être construit pour le mois de février de l'année suivante. L'ensemble de l'aventure devait être supervisée par la branche ukrainienne de l'OSOAVIAKhIM.
Rapidement, Nyeman choisit le KhAI-1 comme étant le concept à conserver. Il s'agissait d'un monoplan de type cantilever à aile basse et doté d'un fuselage effilé de section ovale et d'un train d'atterrissage rétractable. Sa construction devait être entièrement en bois, avec des surfaces de contrôle recouvertes de tissu. Les étudiants furent réorganisés en dix équipes de cinq à sept membres chacune et se mirent à travailler sur la conception détaillée des composants et éléments structurels de l'avion. Les plans furent terminés dans les temps, et en mars 1932, les travaux débutèrent à l'usine d'aviation de Kharkov, alors maison-mère du bureau d'études du mentor de Nyeman, Constantin Kalinine (en). La construction du prototype fut entreprise par les étudiants eux-mêmes, sous la supervision du personnel de l'entreprise, et fut achevée en seulement 180 jours. L'avion effectua son premier vol le 8 octobre 1932 à midi aux mains de Boris Koudrine,, avec Nyeman à bord en tant que passager. La grande vitesse et la bonne maniabilité de l'avion devinrent rapidement évidents et, à la suite des essais effectués en usine, le prototype du KhAI-1 vola jusqu'à Moscou le 17 février 1933, afin d'y subir les tests d'acceptation de l'état, réalisant au passage le vol depuis Kharkov en un temps record de 2 h 54 min, avec toute l'équipe et le matériel technique à bord. Les tests furent terminés le mois de juin, les pilotes d'essais I. F. Petrov et P. I. Stefanovskii confirmant les performances excellentes de l'appareil et le recommandant pour servir au sein de la compagnie Aeroflot, lui offrant ainsi une augmentation de vitesse de 50 % sur les Kalinine K-5, les avions de ligne standard du moment. Nyeman fut récompensé de l'Ordre de l'Étoile rouge pour le projet.

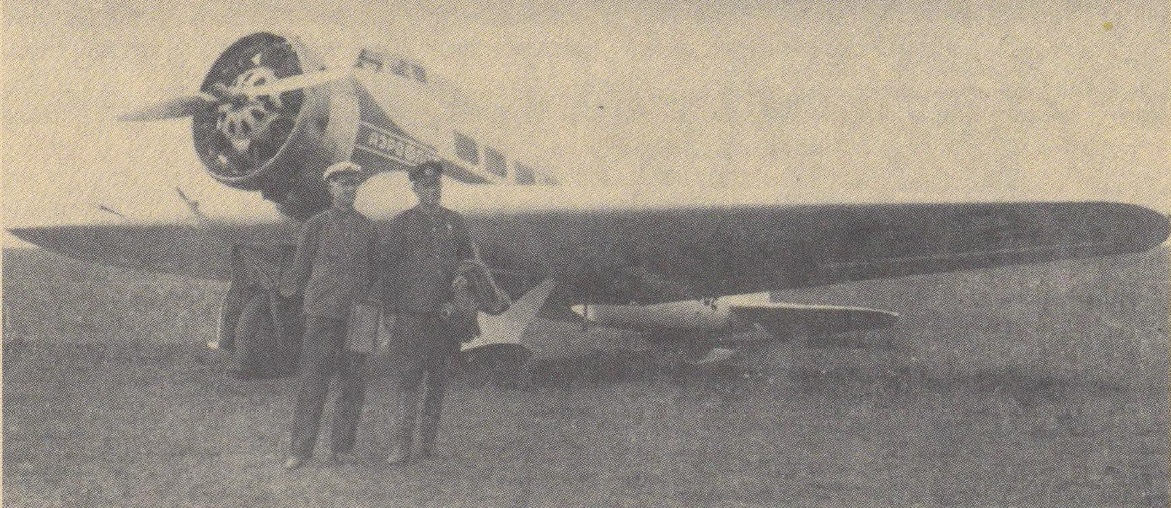
Un KhAI-1 de série. On note la présence de l'anneau Townend sur le moteur, qui permettait de diminuer la traînée produite en vol et améliorait les performances de l'appareil.

Avec la commande de production en série du KhAI-1, Nyeman demanda initialement que cette production soit prise en charge par l'usine d'aviation de Kharkov, mais cet établissement était déjà en train de mettre en place la production de l'imposant bombardier à six moteurs Kalinine K-7 et ne pouvait assurer une charge de production supplémentaire. À la place, la production du KhAI-1 fut assignée à l'usine d'aviation de Gorki (Usine no 21, désormais connue sous le nom d'usine d'aviation de Sokol (en)), qui était alors sur le point de terminer la production du Polikarpov I-5. Les exemplaires de série différaient du prototype par la présence d'une dérive agrandie, un compartiment à bagages plus vaste, un train s'atterrissage revu et doté d'amortisseurs oléopneumatiques et des freins de roue plus légers. La cabine à passagers fut elle-aussi améliorée, avec une isolation sonore et une ventilation supplémentaires et l'ajout de toilettes. Une révision de la structure général de l'avion permit de réduire la masse de 125 kg et de faire passer la vitesse maximale de 292 à 319 km/h, une performance également obtenue par l'ajout d'un anneau Townend sur le moteur à 9 cylindres en étoile Shvetsov M-22 — Un Bristol Jupiter fabriqué sous licence — de 480 ch qui propulsait l'appareil. Cependant, seuls trois appareils furent construits avant qu'il soit demander à l'usine de produire le Polikarpov I-16, et la production du KhAI-1 fut alors déplacée vers l'usine no 43, à Kiev, où le reste de la commande fut produit. Le premier de ces avions vola en novembre 1934, et les essais de mise en service pour les lignes aériennes débutèrent le mois d'avril suivant.
Nyeman avait également en prévision d'adapter le moteur américain Wright R-1820 Cyclone de 712 ch sur le KhAI-1, mais l'idée resta sans suite.
Les forces aériennes soviétiques montrèrent rapidement un intérêt dans ce concept comme une alternative au Polikarpov R-7, remplaçant alors le Polikarpov R-5 dans le rôle d'avion de bombardement et de reconnaissance. Un prototype d'une version KhAI-1VV (en russe : « Военный Вариант », « variante militaire »), fut construit, armé d'une mitrailleuse arrière et de bombes installées sur des supports internes. Si les performances de l'avion étaient impressionnantes, le mécanisme de largage des bombes s'avéra lui être problématique, et comme le développement traînait dans le temps, la force aérienne perdit progressivement tout intérêt pour cet avion. Aucun exemplaire de série ne fut produit.

## Histoire opérationnelle
Une fois terminés les essais entre Moscou et Kiev, le KhAI-1 fut mis en service régulier au sein de l'Aeroflot au début de l'année 1936, sur une ligne reliant Moscou à Sébastopol. Deux accidents se produisirent pendant les premiers temps de son service. Dans le premier, un panneau extérieur de l'aile de cassa peu après le décollage, alors que le deuxième accident fut causé par une jambe de train s'affaissant à l'atterrissage. Ces événements menèrent à une inspection de la conception de l'avion par l'organisation OKO. Le résultat fut un renforcement général de l'avion qui ajouta tellement de poids à celui-ci qu'il fallut sacrifier l'un des sièges pour les passagers. La production à Kiev avait été suspendue pendant cette inspection, mais elle reprit rapidement.
Le 3 septembre 1937, sur le trajet Tambov → Rostov → Bakou → Tbilissi → Rostov, l'équipage du pilote C. Tabarovskii, parvint à réaliser la première étape de 2 375 km en neuf heures de vol, à une vitesse moyenne de 264 km/h. Le 7 octobre 1937, le KhAI-1 commença à opérer sur la route Moscou → Tachkent. Le pilote Cparlyan parvint à couvrir une distance de 3 000 km en onze heures, avec un arrêt à Aktioubinsk. Le lendemain, l'avion reprit l'air en direction de Moscou.
La compagnie Aeroflot continua à utiliser l'avion pour le transport de passagers et de courrier jusqu'en 1940, sur des lignes reliant Moscou à Kharkov, Moscou à Mindovie, et entre Rostov et Krasnodar.

## Versions
- KhAI-1 : (en ukrainien : « ХАІ-1 »). Version de production, destinée au transport de passagers ;
- KhAI-1B : Aussi désigné KhAI-1VV (en ukrainien : « ХАІ-1ВВ »), pour « Военный Вариант » (« variante militaire », en russe). Version pour l'entraînement au bombardement, dont deux exemplaires furent construits par conversion de KhAI-1 de série. L'appareil pouvait emporter 200 kg de bombes et deux mitrailleuses : une fixe et une mobile.

## Spécifications techniques (KhAI-1, lot de production de 1934)
Données de Osprey Encyclopedia of Russian Aircraft 1875–1995
Caractéristiques générales
- Équipage : 1 pilote
- Capacité : 6 passagers
- Longueur : 10,41 m
- Envergure : 14,85 m
- Surface alaire : 33,2 m2
- Masse à vide : 1 630 kg
- Charge utile : 876 kg
- Masse maximale au décollage : 2 600 kg
- Moteur : 1   moteur à pistons à 9 cylindres en étoile refroidis par air Shvetsov M-22 de 480 ch (360 kW)

 Performances 
- Vitesse maximale : 292 km/h
- Vitesse de croisière : 260 km/h
- Distance franchissable : 1 130 km
- Plafond : 7 200 m
- Vitesse ascensionnelle : 217,38 m/min
- Charge alaire : 49,09 kg/m2
- Rapport poids-puissance : 3,36 kg/ch